# Flugphoto Verlags-Gesellschaft

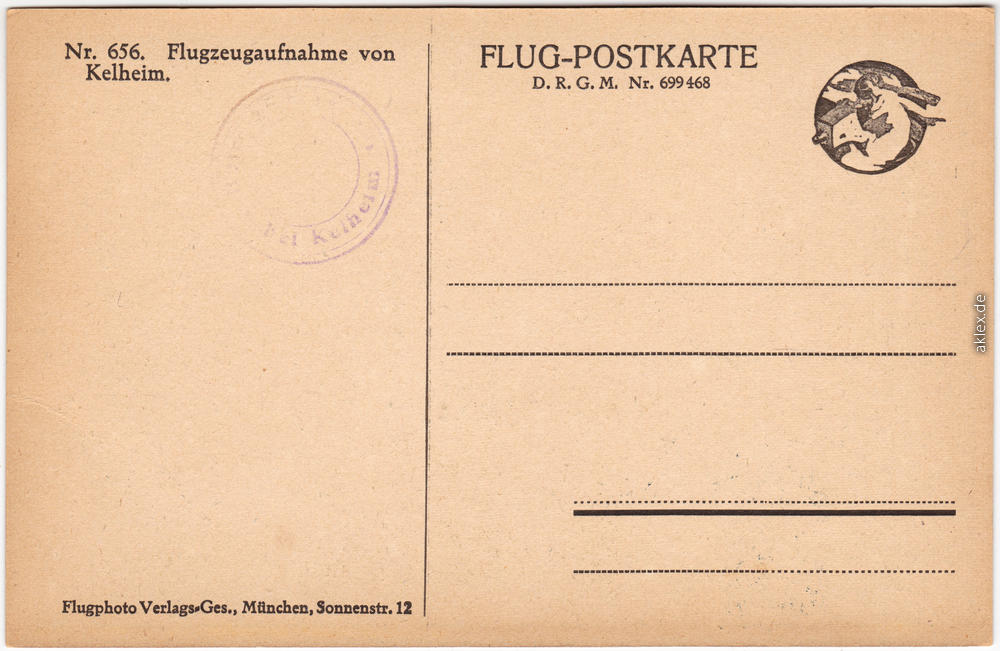
Revers der Flug-Postkarte mit der laufenden Nummer 656 der „Flugzeugaufnahme von Kelheim“
mit der DRGM-Nummer und dem abstrahierten Flieger mit seiner Kamera

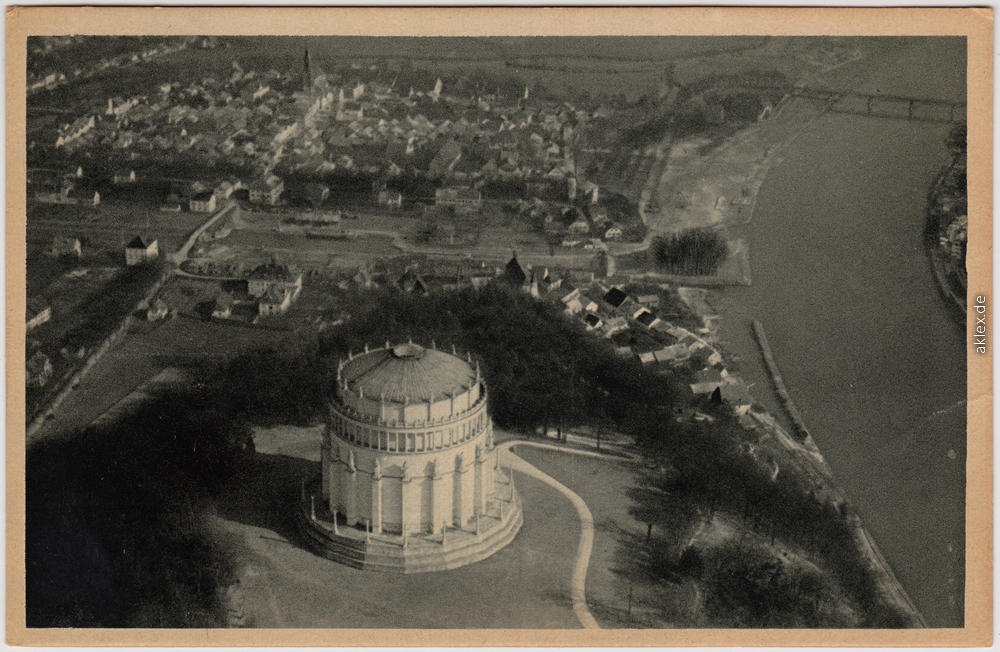
Zur laufenden Nummer 656 gehörige Luftbildfotografie rund um die Befreiungshalle in Kelheim

Die Flugphoto-Verlagsgesellschaft in München, auch Flugphoto Verlags-Gesellschaft genannt, war ein als Gesellschaft organisierter Verlag zum Vertrieb von Luftbildfotografien insbesondere in Form von Ansichtskarten, die teilweise die ältesten bekannten vom Flugzeug aus gefertigten Luftbildaufnahmen darstellen.

## Geschichte
Das Blatt Der Motorwagen. Automobil- und flugtechnische Zeitschrift kündete erstmals in seinem Jahrgang 1921 von dem durch den gleichnamigen Kaufmann gegründeten Flugphoto-Verlag Hans Biberger mit Sitz in der – damaligen – Münchener Sonnenstraße 12. Im selben Jahr berichtete die Zeitschrift Natur. Illustrierte Halbmonatsschrift für alle Naturfreunde über das „wertvolle Material an Luftbildern“ der in der Sonnenstraße 12 agierenden „Flugphoto-Verlagsgesellschaft“. Diese habe „die Ortschaften Südbayerns systematisch aufgenommen“, wobei sich das so entstandene Bildermaterial „durch Schönheit der Ausführung, Reichhaltigkeit und Mannigfaltigkeit“ auszeichne.
Ebenfalls zu Beginn der Weimarer Republik gab die unter derselben Adresse firmierende Flugphoto Verlags-Gesellschaft beispielsweise eine Serie von „Flugzeugaufnahmen von Traunstein“ heraus, die mit Nummern 502 bis 506 als Serie fortlaufend nummeriert waren. Laut dem Traunsteiner Tagblatt gab der Verlag für zahlreiche Orte ähnlich geartete Luftbildaufnahmen heraus.
Ihre „Flug-Postkarten“ hatte sich die Verlagsgesellschaft durch die Deutsche Reichsgebrauchsmuster (D.R.G.M)-Nummer 699 468, in der Regel auf dem Revers ihrer Postkarten abgedruckt, schützen lassen.
Auf der Adressseite der Ansichtskarten wurde an der Stelle der aufzuklebenden Briefmarke zudem ein abstrahierter Flieger vorgedruckt, „der seine Kamera aus dem Flugzeug hält“.
Während sich die nicht signierten und nicht datierten Luftbildaufnahmen bisher keinem bestimmten Fotografen zuordnen ließen, haben sich auch ebensolche Originalaufnahmen zwecks Vervielfältigung als Ansichtskarten erhalten. Erst weitere Forschungen und Vergleiche mit ähnlichen Luftbildern legten eine Urheberschaft um das Jahr 1920 und um den Jagdflieger Johann „Hans“ Czermak (1896–1928) nahe. Die aus dieser Zeit stammenden Flugbilder aus Traunstein fanden noch im Jahr 1935 und demnach über einen Zeitraum von rund eineinhalb Jahrzehnten als Ansichtskarten Verwendung.

## Archivalien
Archivalien der „Flugphoto-Verlag-Ges.“ finden sich beispielsweise
- als Luftaufnahme der evangelischen Kirche Peter und Paul in Sulzbach-Rosenberg im Bildarchiv der Bayerischen Staatsbibliothek[5]